# O spirálách
O spirálách je spis řeckého matematika a fyzika Archiméda, který byl napsán roku 225 př. n. l. a pojednává o kvadratuře kruhu a o rozdělení úhlu na třetiny.

## Archimédova spirála

Příklad, jak Archímédés roztrojil úhel za pomoci spirály

Archimédova spirála

Při studiu spirály navázal Archimédés na řeckého matematika Konona. Archimédés v úvodu své knihy hovoří o jeho smrti jako o velké ztrátě pro matematické vědy.